# Gianni Guigou
Gianni Bismark Guigou Martínez (født 22. februar 1975 i Nueva Palmira, Uruguay) er en tidligere uruguayansk fodboldspiller (venstre kant).
Guigou spillede på klubplan primært i hjemlandet hos Nacional, samt i flere italienske klubber. Hos Nacional spillede han i i alt syv sæsoner, hvor han var med til at vinde to uruguayanske mesterskaber. Blandt hans klubber i Italien kan nævnes AS Roma, som han var med til at gøre til italiensk mester i 2001, samt Fiorentina og Treviso.
Guigou spillede mellem 1999 og 2004 41 kampe for Uruguays landshold, og var med i truppen til VM i 2002 i Sydkorea og Japan. Han spillede to af uruguayanernes tre kampe i turneringen, hvor holdet blev slået ud efter det indledende gruppespil. Han var med landsholdet også med til at vinde sølv ved Copa América i 1999, hvor han blev indskiftet i finalenederlaget mod Brasilien.

## Titler
Primera División Uruguaya
- 1998 og 2000 med Nacional

Serie A
- 2001 med AS Roma

Supercoppa Italiana
- 2001 med AS Roma